# Rick Zabel
Rick Zabel (Unna, 7 december 1993) is een Duitse voormalig wielrenner. Hij is de zoon van voormalig wielrenner Erik Zabel.

## Carrière
Reeds in 2009 werd Rick Zabel in Keulen Duits jeugdkampioen koppeltijdrit met Thomas Schneider. In 2011 won hij de Ronde van Keulen en de Rund um den Finanzplatz Eschborn-Frankfurt in de klasse onder 19 jaar. Tijdens de Wereldkampioenschappen wielrennen 2011 in Kopenhagen werd hij vijfde in de wegrit voor junioren.
Vanaf 2012 kreeg hij een contract bij Rabobank Continental Team. In dat jaar werd hij Duits kampioen bij de beloften. In 2013 won hij in de UCI Nations Cup U23 de Ronde van Vlaanderen U23.
Op 1 mei 2024 maakte Rick Zabel via zijn instagram bekend dat zijn thuisronde, Rund Um Köln, op 26 mei dat jaar zijn laatste koers als profwielrenner zou zijn. 

## Palmares

### Overwinningen
2012
 Duits kampioen op de weg, Beloften
2013
5e etappe Ronde van Normandië
Ronde van Vlaanderen, Beloften
2014
1e etappe Ronde van Trentino (ploegentijdrit)
2015
3e etappe Ronde van Oostenrijk
2019
2e etappe Ronde van Yorkshire

### Resultaten in voornaamste wedstrijden
| Jaar | Ronde van Italië | Ronde van Frankrijk | Ronde van Spanje |
| ---- | ---------------- | ------------------- | ---------------- |
| 2014 |                  |                     |                  |
| 2015 | 142e             |                     |                  |
| 2016 | 138e             |                     |                  |
| 2017 |                  | 145e                |                  |
| 2018 |                  | opgave              |                  |
| 2019 |                  | opgave              |                  |
| 2020 | 123e             |                     |                  |
| 2021 |                  | 134e                |                  |
| 2022 | 137e             |                     |                  |
| 2023 |                  |                     |                  |
| 2024 |                  |                     |                  |

| Jaar | Milaan-San Remo | Gent-Wevelgem | Ronde van Vlaanderen | Parijs-Roubaix | Amstel Gold Race | E3 Harelbeke | Eschborn-Frankfurt |  | WK op de weg |  | Wereldranglijsten |
| ---- | --------------- | ------------- | -------------------- | -------------- | ---------------- | ------------ | ------------------ |  | ------------ |  | ----------------- |
| 2014 |                 |               |                      |                |                  | opgave       | 6e                 |  |              |  |                   |
| 2015 |                 |               |                      | 103e           |                  | 114e         |                    |  |              |  |                   |
| 2016 |                 | opgave        |                      | 89e            |                  |              |                    |  |              |  |                   |
| 2017 | opgave          | 68e           | opgave               |                | 97e              |              | ↑                  |  | 99e          |  | 104e (UWT)        |
| 2018 | 120e            | 54e           | opgave               | 45e            |                  | opgave       | opgave             |  |              |  | 346e (UWT)        |
| 2019 |                 |               | opgave               | 85e            | 105e             |              |                    |  |              |  | 941e (UWR)        |
| 2020 | 81e             |               |                      |                |                  |              |                    |  |              |  |                   |
| 2021 |                 | 67e           |                      |                |                  | opgave       |                    |  |              |  |                   |
| 2022 | 71e             |               |                      |                |                  |              |                    |  |              |  |                   |
| 2023 |                 |               |                      | 64e            |                  |              |                    |  |              |  |                   |
| 2024 |                 |               |                      | 106e           |                  |              |                    |  |              |  |                   |

## Ploegen
- 2012 –  Rabobank Continental Team
- 2013 –  Rabobank Development Team
- 2014 –  BMC Racing Team
- 2015 –  BMC Racing Team
- 2016 –  BMC Racing Team
- 2017 –  Team Katjoesja Alpecin
- 2018 –  Team Katjoesja Alpecin
- 2019 –  Team Katjoesja Alpecin
- 2020 –  Israel Start-Up Nation
- 2021 –  Israel Start-Up Nation
- 2022 –  Israel-Premier Tech
- 2023 –  Israel-Premier Tech
- 2024 –  Israel-Premier Tech tot 26 mei

van Baarle ·
Boskamp ·
Bovenhuis ·
Goos ·
Hofland ·
Huizenga ·
Kreder (tot 31/07) · 
van der Lijke ·
van Poppel ·
Megens ·
Minnaard ·
Olivier ·
Riesebeek ·
Slik ·
Tusveld ·
Zabel ·
Zepuntke
van Baarle ·
Bosman ·
Bovenhuis ·
van Dongen ·
Dolfsma ·
van Empel ·
Godrie ·
van der Haar ·
Hofstede ·
Korevaar · 
van der Lijke ·
Minnaard ·
Olivier ·
Slik ·
Teunissen ·
van Trijp ·
Tusveld ·
Wubben ·
Zabel ·
Zepuntke ·
Meijers (stagiair) ·
Roosen (stagiair) 
Atapuma · Bookwalter · Burghardt · Cummings · Dennis · Dillier · Eijssen · Evans · Gilbert · Hermans · Hushovd · Kohler · Lander · Lodewyck · Moinard · Morabito · Nerz · Oss · Phinney · Quinziato · Sánchez · Schär · Stetina · Van Avermaet · Van Garderen · Velits · Warbasse · Wyss · Zabel · Davison (stagiair) · Teuns (stagiair) · Vliegen (stagiair) 
Atapuma · Bookwalter · Burghardt · Caruso · De Marchi · Dennis · Dillier · Drucker · Evans · Flakemore · Gilbert · Hermans · Küng · Lodewyck · Moinard · Oss · Phinney · Quinziato · Rosskopf · Sánchez · Schär · Senni · Stetina · Teuns · Van Avermaet · Van Garderen · Velits · Vliegen · Wyss · Zabel · Bohli (stagiair) · Frankiny (stagiair) · Gerts (stagiair)
Atapuma · Bohli · Bookwalter · Burghardt · Caruso · De Marchi · Dennis · Dillier · Drucker · Gerts · Gilbert · Hermans · Küng · Moinard · Oss · Phinney · Porte · Quinziato · Rosskopf · Sánchez · Schär · Senni · Teuns · Van Avermaet  · Van Garderen · Velits · Vliegen · Wyss · Zabel · Eisenhart (stagiair) · Lienhard (stagiair)
Belkov · Biermans · Bystrøm · Gonçalves · Haller · Hollenstein · Kišerlovski · Koeznetsov · Kotsjetkov · Kristoff  · Lammertink · Losada · Machado · Mamykin · Martin   · Mathis · Mørkøv · Planckaert · Politt · Restrepo · Špilak · Taaramäe · Vicioso · Würtz Schmidt · Zabel · Zakarin · Havik (stagiair)
Belkov · Biermans · Boswell · Cras · Dowsett · Fabbro · Gonçalves · Haas · Haller · Hollenstein · Kittel · Kišerlovski · Koeznetsov · Kotsjetkov · Lammertink · Machado · Martin · Mathis · Planckaert · Politt · Restrepo · Smit · Špilak · Würtz Schmidt · Zabel · Zakarin
Battaglin · Biermans · Boswell · Cras · Debusschere · Dowsett · Fabbro · Gonçalves · Guerreiro · Haas · Haller · Hollenstein · Kittel · Koeznetsov · Kotsjetkov · Navarro · Politt · Smit · Špilak · Strachov · Tanfield · Würtz Schmidt · Zabel · Zakarin
Badilatti · Barbier · Biermans · Boivin · Brändle · Cataford · Cimolai · Dowsett · Einhorn · Goldstein · Greipel · Hermans · Hofstetter · Hollenstein · Martin · McCabe · Navarro · Neilands · Niv · Piccoli · Politt · Räim · Renard · Sagiv · Schelling · Sutherland · Vahtra · Van Asbroeck · Würtz Schmidt · Zabel
Barbier · Berwick · Bevin · Biermans · Boivin · Brändle · Cataford · Cimolai · De Marchi · Dowsett · Einhorn · Froome · Goldstein · Greipel · Hagen · Hermans · Hofstetter · Hollenstein · Impey · Jones vanaf 1 juli · Martin · Neilands · Niv · Piccoli · Renard · Sagiv · Vahtra · Van Asbroeck · Vanmarcke · Woods · Würtz Schmidt · Zabel
Barbier · Berwick · Bevin · Biermans · Boivin · Brändle · Cataford · Clarke · De Marchi · Dowsett · Einhorn · Froome · Fuglsang · Goldstein · Hagen · Hermans · Hollenstein · Houle · Impey · Jones · Neilands · Niv · Nizzolo · Piccoli · Sagiv (tot 3/8) · Strong · Teuns (vanaf 5/8) · Van Asbroeck · Vanmarcke · Woods · Würtz Schmidt · Zabel · Riccitello (stagiair)
Berwick · Boivin · Clarke · Einhorn · Frigo · Froome · Fuglsang · Gee · Goldstein · Hermans · Hollenstein · Hollyman · Houle · Impey · Jones · Neilands · Nizzolo · Pozzovivo (vanaf 6/3) · Reynders · Riccitello · Sagiv · Schultz · Strong · Teuns · Van Asbroeck · Vanmarcke (tot 7/7) · Williams · Woods · Würtz Schmidt · Zabel · Gilmore (stagiair) · Sheehan (stagiair)
Ackermann · Bennett · Blackmore (vanaf 3/5) · Boivin · Clarke · Einhorn · Frigo · Froome · Fuglsang · Gee · Hofstetter · Hollyman · Houle · Kogut · Neilands · Pickrell · Raisberg · Riccitello · Sagiv · Schultz · Schwarzmann · Sheehan · Stewart · Strong · Teuns · Van Asbroeck · Vernon · Williams · Woods · Würtz Schmidt · Zabel (tot 2/5) · Brown (stagiair)